# Petits Frères
Pour plus de détails, voir Fiche technique et Distribution.
Petits frères est un film français réalisé par Jacques Doillon en 1999.

## Synopsis
Dans une cité de la région parisienne, Talia, 13 ans, fait une fugue à la suite d'une nouvelle dispute avec son beau-père. Elle part avec Kim, sa chienne Pit Bull très placide. Elle rencontre une bande de jeunes garçons préadolescents dans une cité voisine qui l'hébergent. Ayant besoin d'argent et mal conseillés par des grands-frères, ils volent la chienne de Talia pour la faire combattre après avoir tenté de l'entraîner, mais dépassés par la tâche, ils finissent par la vendre. Pris de remords devant le désespoir de Talia, ils vont tout faire pour lui restituer Kim, mais la chienne a disparu. 

## Fiche technique
Source : IMDb, sauf mention contraire
- Titre français : Petits frères
- Réalisateur et scénariste : Jacques Doillon
- Producteur : Marin Karmitz
- Musique du film : Oxmo Puccino
- Directeur de la photographie : Manuel Teran
- Montage : Camille Cotte
- Ingénieur du son : Jean-Pierre Duret, Dominique Hennequin
- Directeur du casting : Stéphane Foenkinos, Emmanuelle Gaborit et Lola Doillon
- Assistant réalisateur : Lola Doillon, Dembo Goumane, David Estevez, Benjamain reinhold
- Création des costumes : Chiara Gherarducci
- Société de production :  Canal+, France 3 Cinéma, MK2 Productions
- Format : couleur  - Son Dolby SR
- Pays de production :  France
- Genre : comédie dramatique
- Durée : 92 minutes
- Date de sortie :	
  - France : 7 avril 1999

## Distribution
- Stéphanie Touly : Talia
- Iliès Sefraoui : Iliès
- Mustapha Goumane : Mous
- Nassim Izem : Nassim
- Rachid Mansouri : Rachid
- Dembo Goumane : Dembo
- Sabrina Mansar : Sabrina
- Gérald Dantsoff : le beau père
- Simone Zouari Sayada : la mère
- Myriam Goumane : Myriam
- Goundo Goumane : Goundo
- Halimatou Goumane : Halimatou
- Fedora Saidi : La petite sœur
- Ludmilla Saidi : Ludmilla
- Mohamed Fekiri : Momo
- Karim Ferdjallah : Karim
- Anthony Schmit : Anthony
- David Estevez : David
- Max Saint Jean : le policier Leroy
- Philippe Guyral : l'inspecteur dans Pantin
- Frédéric Gélard : l'homme volé